# Enrico Rimoldi
Enrico Rimoldi (24 dicembre 1960) è un regista italiano.

## Biografia
Laureato al D.A.M.S. di Bologna con una tesi di laurea sull' "Alta definizione cine-televisiva". Lavora come autore e regista per il teatro dal 1988. Con Bolek Polivka come regista produce diversi spettacoli. È allievo alla scuola di recitazione di Dimitri, Verscio, Svizzera. 
In televisione per Rai, collabora con SIPRA per la realizzazione di spazi commerciali.
È regista televisivo dal 1999. Negli anni ha diretto programmi di vario genere, dal talk al programma satirico, dallo show musicale all'approfondimento sportivo.
È assistente alla regia di Sandro Bolchi nel 1992 per Assunta Spina con Lina Sastri. Nel 1998 è accanto a Spike Lee per la regia di "Pavarotti and Friends", spettacolo acquistato dalla BBC e posto in vendita nell'autunno dello stesso anno.
Esordisce come regista con Mondiale sera nel 2002; nel 2003-2004 cura la regia di Che tempo che fa.
Nel 2004 dirige I figli di Eupalla, una trasmissione sportiva di Rai 2, condotta da Linus e Paola Ferrari, mentre nel 2005-2006 è alla regia delle prime due edizioni di Glob con Enrico Bertolino.
Nel 2007 cura la regia di RT Rotocalco Televisivo, di Enzo Biagi; due anni dopo dirige X Factor - Il Processo, con la conduzione di Francesco Facchinetti.
Nel 2009-2010 cura le regia del programma dedicato ai ragazzi Lampi di Genio in Tv, con Luca Novelli. Nel 2010 viene richiamato per curare la regia di Xtra Factor con Francesco Facchinetti; nello stesso anno ha avuto l'incarico di curare la regia di Mondiale Rai, condotto da Marco Mazzocchi e della prima edizione di Sostiene Bollani, con Stefano Bollani e Caterina Guzzanti.
Nel 2012 è il regista di Pop - Viaggio dentro una canzone, con Omar Pedrini.
Rimoldi è il regista di La domenica sportiva dal 2000 al 2013.
Lascia la televisione di Stato nel 2016, lavora successivamente per Your Business Partner, azienda concentrata su progetti di strategia e innovazione utilizzando la sua competenza di comunicazione e di immagine.